# Glück (2012)
Glück ist ein Filmdrama von Regisseurin Doris Dörrie aus dem Jahr 2012 mit Alba Rohrwacher und Vinzenz Kiefer in den Hauptrollen. Die Weltpremiere fand am 15. Februar 2012 im Rahmen der Berliner Filmfestspiele statt. Zuvor hatte Dörrie für den Film bereits den Regiepreis beim Bayerischen Filmpreis 2011 erhalten. Der Film basiert auf der gleichnamigen Kurzgeschichte von Ferdinand von Schirach und ist seinem 2009 erschienenen Erzählband Verbrechen entnommen, der auf wahren Fällen beruht.

## Handlung
Traumatisiert durch den in ihrer Heimat herrschenden Bürgerkrieg, flieht die junge Frau Irina aus einem nicht näher benannten osteuropäischen Land nach Berlin. Während sie sich als Prostituierte über Wasser hält, lernt sie den arbeitslosen Punker Kalle kennen und lieben. Sie nimmt ihn in ihrer Mietwohnung auf. Eines Tages findet Kalle die Leiche eines Freiers in Irinas Wohnung, zerteilt sie im Badezimmer und „beerdigt“ sie in einem Park. Nachdem die Polizei die beiden in Haft nimmt, übernimmt der Anwalt Noah Leyden die Verteidigung, den Irina zu Beginn des Filmes bei einem Autozusammenstoß getroffen hat. Letztendlich werden beide freigesprochen, weil der Freier, wie die Obduktion ergab, an einem Herzinfarkt starb.

## Kritiken
Cristina Nord bezeichnet den Film in der taz als „Trivialkitsch“:

„Kinderschaukeln und knackige Männerkörper: In Doris Dörries "Glück" sind die Emotionen sehr billig zu haben. Für das Publikum soll es bloß nicht zu kompliziert werden“

Gaby Sikorski vom Webportal programmkino.de schrieb über den Film:

„Entstanden ist ein unbequemer, ein schwieriger Film, der kompromisslos die Partei der Außenseiter ergreift. In ihrem Bemühen, das Leben realistisch und in seinen extremen Facetten darzustellen, kann Doris Dörrie sich vor allem auf ihre großartige Hauptdarstellerin verlassen.“